# Abroscopus
Abroscopus és un gènere d'ocells de l'ordre dels passeriformes, tradicionalment classificat entre els sílvids (Sylviidae) però que actualment és situat als cètids (Cettidae). Són ocells insectívors que fan 8 - 9 cm de llargària. Habiten en zones forestals d'Àsia meridional i Oriental i Sud-est asiàtic. D'aspecte semblant a un mosquiter, amb 10 rectrius caudals.

## Taxonomia
No hi ha consens taxonòmic sobre la família a la que pertany Abroscopus. Segons la llista mundial d'ocells del Congrés Ornitològic Internacional (versió 13.2, 2023) aquest gènere està inclòs en els cètids (Cettidae). Ja el Handook of the Birds of the World i la quarta versió de la BirdLife International Checklist of the birds of the world (Desembre 2019), consideren que estaria inclòs en els escotocèrtids (Scotocercidae).

## Llistat d'espècies
Segons la classificació del Congrés Ornitològic Internacional (versió 13.2, 2023), aquest gènere conté 3 espècies:
- Abròscop cara-roig (Abroscopus albogularis).
- Abròscop emmascarat (Abroscopus schisticeps).
- Abròscop cellablanc (Abroscopus superciliaris).